# Bayoud du palmier dattier
Le bayoud du palmier dattier est une maladie fongique, dont l'agent pathogène est un champignon ascomycète, Fusarium oxysporum f.sp. albedinis, qui affecte les palmiers dattiers en Afrique du Nord .
Le terme « bayoud » est dérivé de l'arabe,  abyed (« blanc »), en référence à la décoloration blanchâtre des palmes touchées par la maladie.
Le bayoud est une trachéomycose, ou fusariose vasculaire. L'infection se produit par les racines, l'agent pathogène étant un champignon tellurique, et se propage par les vaisseaux du xylème jusqu'au bourgeon terminal. Elle entraîne un blocage de la circulation de la sève et par suite le dépérissement du palmier. 
Cette maladie présente de grandes similitudes avec la fusariose vasculaire du palmier à huile due à Fusarium oxysporum f.sp. elaeidis.
La maladie a été signalée pour la première fois en 1870 dans la vallée du Drâa au Maroc.